# Cynar (ciclismo)
La Cynar era una squadra maschile italiana di ciclismo su strada attiva tra i professionisti dal 1963 al 1965. Il suo sponsor principale è l'omonima azienda di liquori fondata a Padova.
I successi più notevoli furono due vittorie di tappa di Vittorio Adorni alla prima e alla sedicesima al Giro d'Italia del 1963 e altre due a quello successivo di Rolf Maurer alla decima e di Bruno Mealli alla diciottesima.
Nel 1963 la squadra vinse il Giro di Svizzera con Giuseppe Fezzardi, a completare il podio i compagni squadra Rolf Maurer e Attilio Moresi. Maurer vinse anche la classica scalatori e quella a punti, mentre la Cynar si aggiudicò la classica a squadre.
L'anno successivo vinse il Giro di Svizzera con Rolf Maurer che si aggiudicò nuovamente la classifica scalatori e la classifica a punti. Franco Balmamion giunse secondo nella classifica generale e Werner Weber quarto. La Cynar si aggiudicò la classifica a squadre.
Al termine della stagione 1965 la squadra si sciolse.

## Cronistoria

### Annuario
| Anno | Codice | Nome          | Cat. | Biciclette | Dirigenza                         |
| ---- | ------ | ------------- | ---- | ---------- | --------------------------------- |
| 1963 | -      | Cynar-Frejus  | Pro  | Frejus     | Dir. sportivi: Pierino Bertolazzo |
| 1964 | -      | Cynar-Frejus  | Pro  | Frejus     | Dir. sportivi: Vasco Bergamaschi  |
| 1965 | -      | Cynar-Allegro | Pro  | Allegro    | Dir. sportivi: Pasquale Fornara   |

## Palmarès
Aggiornato al 14 febbraio 2024.

### Grandi Giri
- Giro d'Italia

Partecipazioni: 2 (1963, 1964)
Vittorie di tappa: 4
1963: 2 (Vittorio Adorni)
1964: 2 (Rolf Maurer, Bruno Mealli)
- Tour de France

Partecipazioni: 0
- Vuelta a España

Partecipazioni: 0

### Campionati nazionali
- Campionati italiani: 1

In linea: 1963 (Bruno Mealli)
- Campionati svizzeri: 2

In linea: 1963 (Attilio Moresi), 1964 (Rudolf Hauser)